# Louis de Bernières
Louis de Bernières (Londen, 8 december 1954) is een Brits romanschrijver. 
Hij heeft een groot aantal werken op zijn naam staan, waarvan zijn vierde, Captain Corelli's Mandolin, het bekendste is.

## Levensloop
De Bernières ging op 18-jarige leeftijd in het leger, maar vertrok daar al na vier maanden. Een grote verscheidenheid aan baantjes volgde daarop. Hij vertrok naar Zuid-Amerika, waar hij onder andere werkte als monteur en als cowboy in Colombia en Argentinië.
Zijn eerste drie romans (The War of Don Emmanuel's Nether Parts (1990), Señor Vivo and the Coca Lord (1991) en The Troublesome Offspring of Cardinal Guzman (1992) werden naar eigen zeggen geïnspireerd door zijn ervaringen in Colombia en door de schrijver Gabriel García Márquez.
In 1993 werd De Bernières gerekend tot de 20 beste jonge Britse romanschrijvers. Het jaar daarop verscheen Captain Corelli's Mandolin, waarmee hij de Commonwealth Writers Prize for Best Book won. Het boek werd een groot succes, werd in vele talen vertaald en in 2001 ook verfilmd. Het succes van het boek leidde tot een grote toename van het toerisme naar het Griekse eiland Kefalonia (Cephalonia), waar het verhaal zich afspeelt. De Bernères schreef ook over de hond Red Dog een boek.
Zijn roman Birds Without Wings (2004) speelt zich af in Turkije en verhaalt over de lotgevallen van een kleine gemeenschap tijdens de Eerste Wereldoorlog.

### Romans
- The War of Don Emmanuel's Nether Parts (1990)
- Señor Vivo and the Coca Lord (1991)
- The Troublesome Offspring of Cardinal Guzman (1992)
- Captain Corelli's Mandolin (1994), oorspronkelijk gepubliceerd als Corelli's Mandolin in de Verenigde Staten
- Red Dog (2001)
- Birds Without Wings (2004)
- Blue dog (2006)
- A Partisan's Daughter (2008)
- Notwithstanding: stories from an English Village (2009)
- The Dust That Falls From Dreams (2015)
- So Much Life Left Over (2018)
- The Autumn of the Ace (2020)

### Korte verhalen
- Labels (Novella) (1993)
- Stupid Gringo  (1997)
- Our Lady of Beauty (1998)
- A Day out for Mehmet Erbil (1999)
- Sunday Morning at the Centre of the World (2001)
- Gunter Weber's Confession

### Gedichten
- A Walberswick Goodnight Story (2006)

### Proza
- The Book of Job: An Introduction (1998)

- Bibsys: 90768431
- Biblioteca Nacional de España: XX1091810
- Bibliothèque nationale de France: cb12220462v (data)
- Catàleg d'autoritats de noms i títols de Catalunya: 981058517336906706
- CiNii: DA13460535
- Digitale Bibliotheek voor de Nederlandse Letteren: bern082
- Gemeinsame Normdatei: 118136526
- International Standard Name Identifier: 0000 0001 2148 7434
- Library of Congress Control Number: n91034779
- Nationale Bibliotheek van Letland: 000038439
- MusicBrainz: 6e583398-8947-4194-aeb2-0e52d787ca87
- Bibliotheek van het Japanse parlement: 00854233
- Nationale Bibliotheek van Tsjechië: jn20000807022
- Nationale Bibliotheek van Israël: 987007309404405171
- Nederlandse Thesaurus van Auteursnamen: 075017962
- Istituto Centrale per il Catalogo Unico: RAVV095341
- LIBRIS: 319357
- Système universitaire de documentation: 030876729
- Virtual International Authority File: 117616243
- WorldCat: E39PBJjMvb3hV4chHcmH8TF9Xd